# Station Sukoharjo
Sukoharjo is een spoorwegstation in de Indonesische provincie Midden-Java.